# Dačičtí z Heslova
Dačičtí z Heslova (též Dacziczky z Heszlowa) jsou český dříve šlechtický rod, jehož nejznámějším příslušníkem byl Mikuláš Dačický z Heslova. 

## Historie

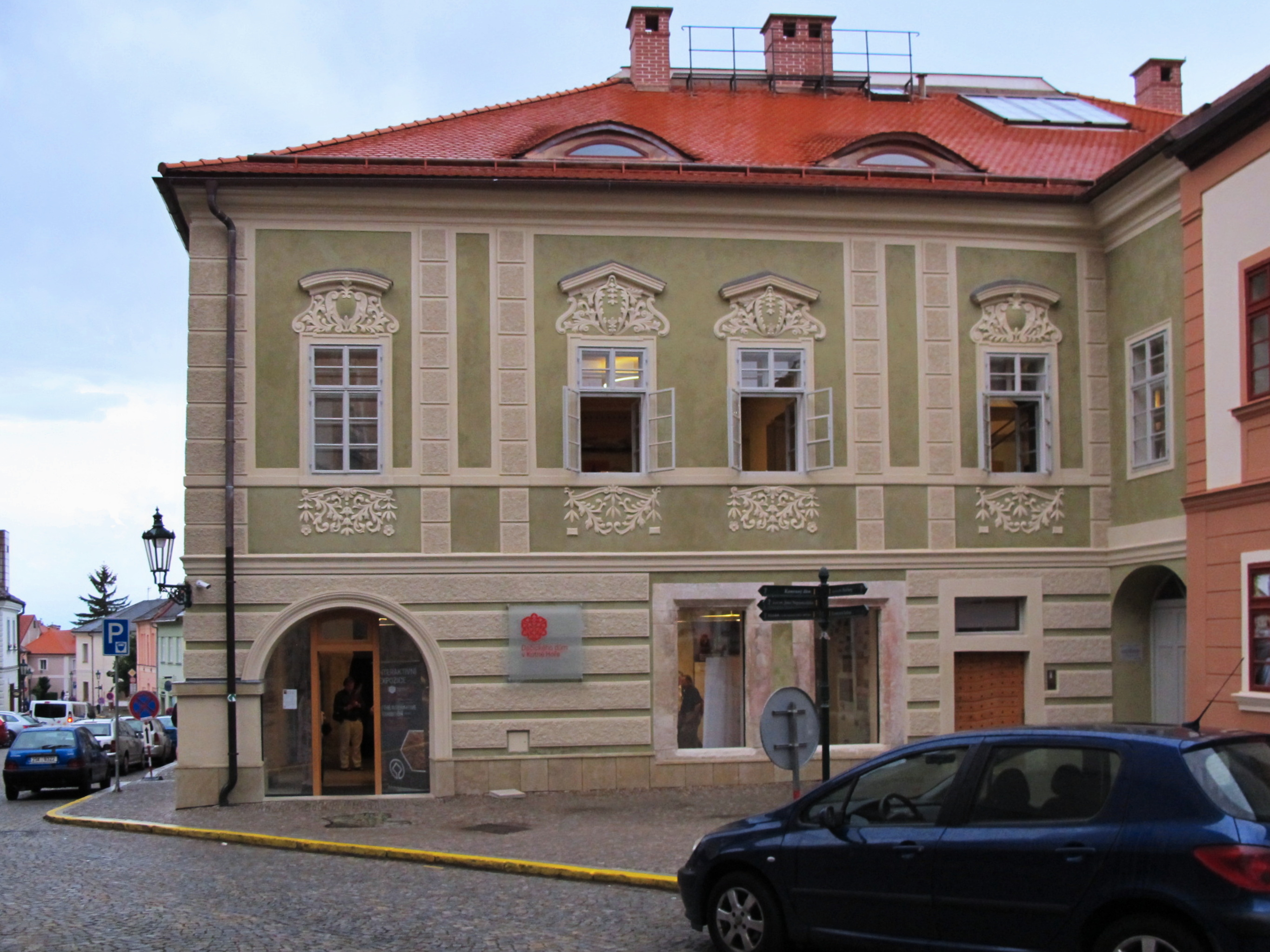
Dačického dům v Kutné Hoře

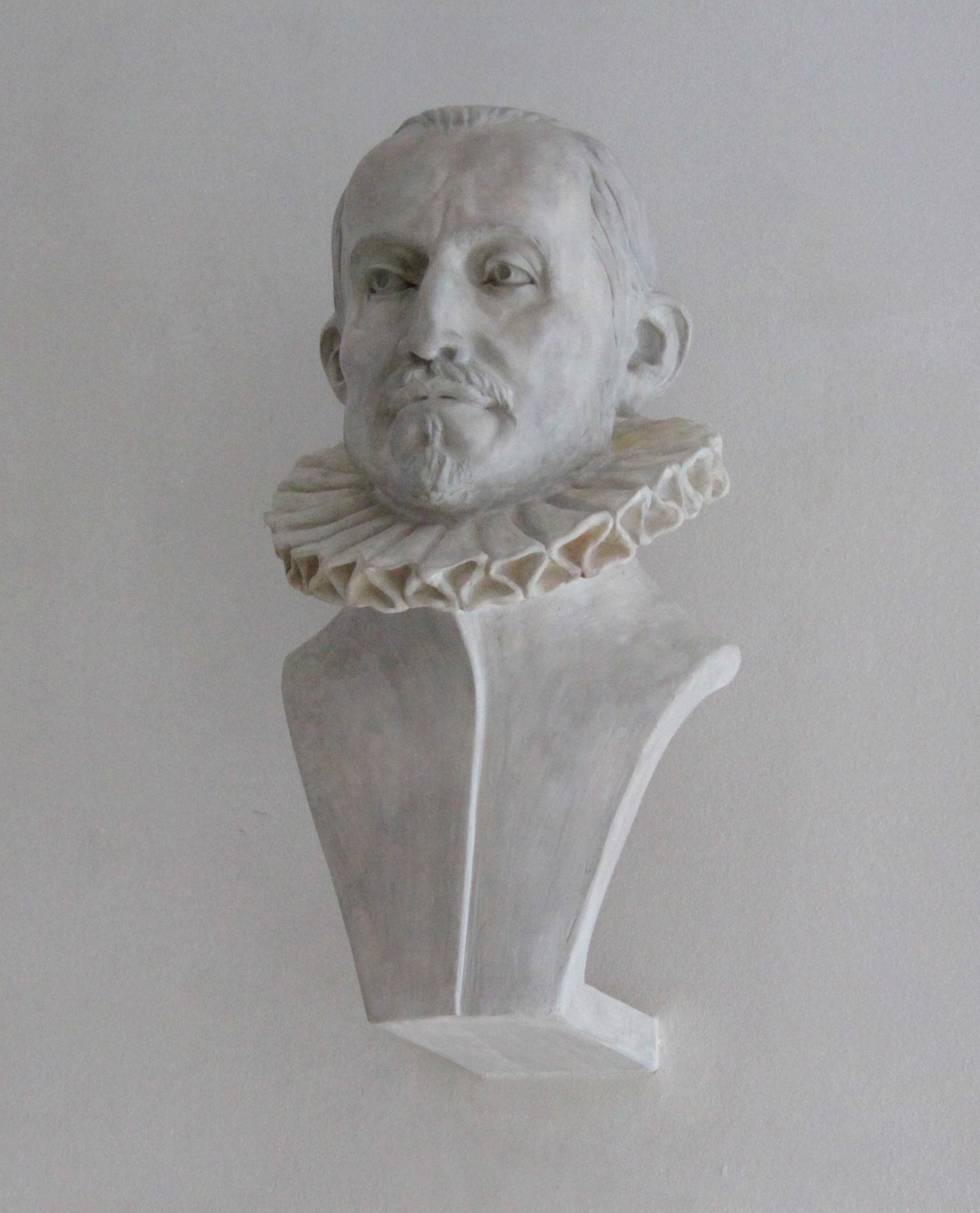
Busta Mikuláše Dačického umístěná v Dačického domě v Kutné Hoře - autor: Jakub Ďoubal, 2016 - objednatel: Nadační fond Mikuláše Daczického z Heslova

Prvním identifikovaným členem rodu se stal bohatý měšťan Ondřej Křivoláček, zvaný Dacziczky (1510–1571), který byl kráječem suken a působil jako královský rychtář v Kutné Hoře. Byl dvakrát ženatý, poprvé (1532) s Annou, vdovou po kráječi suken Martinu Křivoláčkovi, po němž převzal obchod a příjmení, a podruhé (1538) s Dorotou z Práchňan (1519), dcerou podnikatele v hornictví, Mikuláše z Práchňan. Celkem zplodil patnáct dětí, z nichž přežily pouze dvě dcery a tři synové, Jan, Václav a Mikuláš. Právo nosit erb a predikát Dačický z Lorce udělil Ondřejovi císař Ferdinand I. Habsburský roku 1564. 
Mikuláš Dačický (1555–1626) vzdělání získal soukromě v kladrubském klášteře, které nebylo nijak veliké, ale projevilo se u něho velké literární nadání. Byl bystrým komentátorem událostí své doby a básníkem, kterého jeho současníci znali jako prostopášníka a bouřliváka, zanechal ovšem ve svých pamětech vzácné dílo národní literatury. Pokračoval v psaní rodinných pamětí, které započal již příbuzný jeho druhé manželky Bartoš z Práchňan, jež Mikuláš originálně rozšířil a doplnil o popis událostí v letech 1574–1626.
Pokračovateli rodu byli Mikulášův bratr Jan Tobiáš (1534–1582) a linie jeho potomků. Matyáš (1570–1658) pokračoval v Kutné Hoře v řemesle krájení sukna. Roku 1571 Maxmilián II. Habsburský udělil rodině erb v současné podobě a přidal i predikát Dačický z Heslova.[ujasnit] Václav (1618–1684) se stal kutnohorským purkmistrem, Bernard Ignác (1666–1742) byl kutnohorským konšelem a císařským rychtářem. Bernard Jan (1709–1787) byl císařským důstojníkem a roku 1773 byl povýšen do rytířského stavu a zároveň s tím získal do znaku klenot – zeď a ruce střílející šíp z luku. 
Josef (1748–1815) byl guberniálním radou a krajským hejtmanem v Plzni a roku byl 1814 povýšen do stavu svobodných pánů. Jan Nepomuk (1795–1880) byl krajským hejtmanem v Nymburku a zabýval se také malířstvím.
Na počátku 20. století získal baron Richard (1864–1934) statek a zámek Kluky u Čáslavi. Jeho synové Mikuláš (1909–1971) a Hugo (1911–1989) po nacistické okupaci Československa v září 1939 za sebe a také za bratra Bedřicha (1913–1995) podepsali Národnostní prohlášení české a moravské šlechty.
Někteří potomci rodu v roce 1948 resp. 1968 emigrovali, ale někteří žijí v Čechách: Mikulášův syn Ondřej Daczický (* 1948) a jeho dcery Kateřina Daczická, provdaná Slámová (* 1975) a Barbora Daczická (* 1981). Používají tedy podobu svého jména ve formě Daczický(á).

## Erb

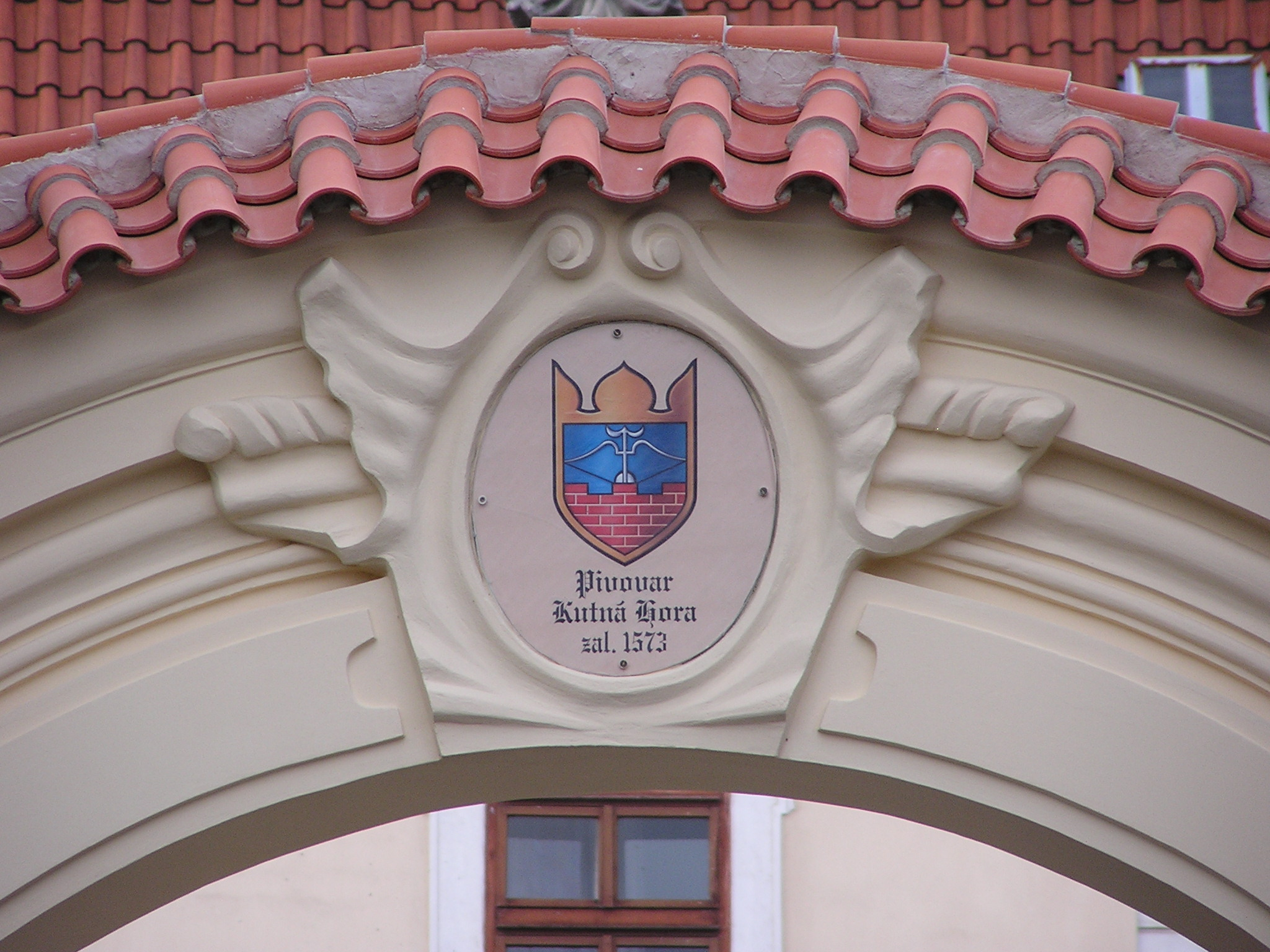
Erb Dačických na bráně kutnohorského pivovaru. Také se zde vaří pivo Dačický podle Mikuláše Dačického z Heslova

V červeném štítu stojí stříbrná zeď a na ní ruce napínající luk žluté barvy mezi dvěma křídly, tento klenot dostali roku 1773 současně s povýšením do rytířského stavu. Třetí klenot, lva s mečem, získali povýšením do panského stavu roku 1814.